# Derovatellus dimorphus
Derovatellus dimorphus är en skalbaggsart som beskrevs av Guignot 1936. Derovatellus dimorphus ingår i släktet Derovatellus och familjen dykare. Inga underarter finns listade i Catalogue of Life.